# Johann Baptist Schad
Johann Baptist Schad (* 30. November 1758 in Mürsbach; † 13. Januar 1834 in Jena; Ordensname: Roman) war ein Benediktiner im Kloster Banz, Konvertit und  Professor in Charkiw.

## Leben
1768 kam er als Chorknabe (d. i. Ministrant) zum Kloster Banz, 1772 erhielt er schulische Ausbildung bei den Jesuiten in Bamberg; 1778 trat er als Novize ins Kloster Banz ein.
Er schloss sich jedoch bald der zu jener Zeit herrschenden Aufklärung an und wurde ein leidenschaftlicher Gegner des Klosterwesens, verblieb jedoch im Kloster. Er musste nach einer von ihm verfassten anonymen Schrift 1798 aus dem Kloster fliehen, fand Unterkunft in Ebersdorf und trat zur Evangelischen Kirche über. Anschließend ging er nach Jena und ehelichte eine Coburgerin.
In Jena traf er Johann Gottlieb Fichte, der nach Darstellung Schads seine Ansichten in Schads Gemeinfaßlicher Darstellung des Fichteschen Systems für „vollkommen getroffen“ hielt. 1800 wurde er Privatdozent in Jena.
1804 folgte Johann Baptist Schad einem Ruf nach Russland, den er auf Empfehlung Goethes erhalten hatte, und war einer von 28 deutschen Dozenten und Professoren, die am 17. Januar 1805 in die neu eröffnete Universität Charkiw (russisch Charkow) eingeführt wurden. In Charkiw verstarb seine Ehefrau, worauf er nochmals heiratete. Aus Russland wurde Schad 1816 wegen anstößiger Stellen in seinen Schriften ausgewiesen, sodass er nach Jena zurückkehrte, wo er im Jahre 1834 verstarb.

## Erinnerungsmale
Denkmal in Mürsbach seit 1991